# Regelsmühle
Regelsmühle ist ein Gemeindeteil der Gemeinde Alfeld im Landkreis Nürnberger Land (Mittelfranken, Bayern). Regelsmühle liegt in der Gemarkung Alfeld.

## Lage
Der Weiler liegt nahe der Grenze zur östlich daran anschließenden Oberpfalz. Der Alfelder Bach, im Oberlauf Happurger Bach genannt, fließt vorbei. Etwa hundert Meter nördlich liegt die Claramühle, die ebenfalls ein Gemeindeteil von Alfeld ist.